# Working on the Highway
"Working on the Highway" je pjesma Brucea Springsteena objavljena na albumu Born in the U.S.A. iz 1984.
Kao što je to bio slučaj s drugim pjesmama s albuma, uključujući "Downbound Train" i naslovnu pjesmu, "Working on the Highway" prvotno je snimljena u samostalnoj akustičnoj demoverziji namijenjenoj za album Nebraska. Akustična verzija pjesme imala je radni naslov "Child Bride", a nije uključivala rock melodiju niti zarazni naslovni refren. Verzija pjesme objavljene na albumu snimljena je u ožujku i travnju 1982. u Power Stationu tijekom ranog snimanja albuma Born in the U.S.A.
Iako "Working on the Highway" nije bila jedna od sedam pjesama s albuma objavljenih kao singlovi, ostala je popularna na koncertima, s 271 izvedbom do 2008. Slavna izvedba pjesme dogodila se 26. srpnja 1992. kad je Springsteenova majka krajem pjesme izašla i zaplesala sa sinom, navevši ga da kaže "Dječakov najbolji prijatelj je majka", referirajući se na rečenicu iz filma Psiho Alfreda Hitchcocka.

## Vanjske poveznice
- Stihovi "Working on the Highway"  Arhivirana inačica izvorne stranice od 24. veljače 2008. (Wayback Machine) na službenoj stranici Brucea Springsteena